# 노르딕 글로벌 항공
노르딕 글로벌 항공(영어: Nordic Global Airlines)은 2015년에 운항을 중단한 핀란드의 화물 항공사로 총 15개 노선을 취항하고 있었다. 본사는 핀란드 헬싱키에 위치해 있었으며 핀에어의 자회사이자 네프 캐피탈 매니저먼트(영어: Neff Capital Management), 데칸 캐피탈 파트너(영어: Daken Capital Partners), 일마리넨 뮤추얼 인슈런스 컴파니(영어: Ilmarinen Mutual Insurance Company)가 공동으로 소유하고 있었다. 주로 헬싱키에서 홍콩, 뭄바이, 뉴욕, 벨기에, 아프리카로 오가는 화물편을 운항했었다.

## 보유 기종
- 2011년 11월 기준으로 노르딕 글로벌 항공은 다음과 같은 기종을 보유하고 있었다.[3][4][5]

## 같이 보기
- 핀에어